# Mimesis
Mimesis (von altgriechisch μίμησις mímēsis, deutsch ‚Nachahmung‘) bezeichnet ursprünglich das Vermögen, mittels einer Geste eine Wirkung zu erzielen.
Als Mimesis bezeichnet man in den Künsten das Prinzip der Nachahmung im Sinne der Poetik des griechischen Philosophen Aristoteles, im Unterschied zur imitatio, der kunstgerechten Nachahmung älterer, meist antiker Vorbilder. Platon verstand unter Mimesis die „nachahmende Rede“, die man heute als direkte Rede bezeichnet, im Gegensatz zur Diegesis, der Erzählung:
„Sich einem andern in Sprache und Haltung anzugleichen, heißt doch, jenen nachzuahmen […] In einem solchen Fall gestalten also Homer und andere Dichter die Erzählung [diêgêsis] in der Form der Nachahmung [mimêsis] (also der unmittelbaren Wiedergabe) […] Wenn sich aber der Dichter nirgends verbirgt, dann entsteht eine Dichtung oder Erzählung ohne Nachahmung, in mittelbarer Wiedergabe […] somit einfache Erzählung [haplê diêgêsis].“
Erst später wurden in der Erzähltheorie die Begriffe Mimesis und Diegesis im Sinne von Zeigen und Erzählen benutzt.

## Geschichte

### Antike

#### Platon
Sokrates verglich die Mimesis nach den Berichten seines Schülers Platon mit dem logischen Schlussverfahren der Induktion: Vom Besonderen wird nachahmend auf ein Allgemeines geschlossen. Ein Stern wird etwa als Punkt gezeichnet. So werden alle Sterne zum Punkt.
In der Politeia kennzeichnet Platon die Künste als bloß an der Erscheinung orientiert, was heißt, dass sie sich nicht an den Ideen orientieren, sondern an den sinnlichen Erscheinungen. Die sinnlichen Erscheinungen selbst sind wiederum unvollkommene Abbilder bzw. Repräsentationen der Ideen. Anders gesagt, bilden sie die Ideen auf defiziente Weise ab. Wenn nun die Kunst sinnliche Dinge zu ihrem Gegenstand hat, so bezieht sie sich mimetisch auf etwas bereits Mangelhaftes und entfernt sich von den Ideen noch weiter, als es die real existierenden sinnlichen Dinge schon tun. Insofern die Dinge den bloßen Abglanz von Ideen bilden, produziert Kunst nur noch den Abglanz vom Abglanz. Von daher ist Platons Skepsis gegenüber dem Erkenntniswert von Kunst zu verstehen. Gleichzeitig erblickt er in ihrem mimetischen Charakter die Gefahr, dass das Mimetische ein dichterisches Eigenleben gewinnt und in seiner Bildhaftigkeit und Phantasterei verführerischer wirken kann als die wirklichen Dinge. Und dadurch könnte der schöne, wilde, verführerische Schein sogar wichtiger werden als das tatsächliche Sein, was heißt, dass man sich in Scheinwelten flüchtet, anstatt die Dinge des Lebens mit nüchternem Verstand anzugehen. Selbstverständlich weist Platon nicht das mimetische Tun an sich zurück, was auch vollkommen illusorisch wäre, da wir in unserem Handeln und in unseren Hervorbringungen gar nicht anders können, als im weitesten Sinne mimetisch zu verfahren. Jedoch gibt es für ihn eine wünschenswerte Mimesis und eine, die bedenkliche Züge besitzt. Insofern er die künstlerische Phantasie auch als Form der Mimesis begreift, verwirft er sie, wenn es sich (wie etwa bei Homer und Hesiod) um solche Gewaltszenen handelt, bei denen etwa Kronos seinen Vater Uranos kastriert. Eine erbauliche Dichtung dagegen, die dem Schönen und Guten dient, hält er für pädagogisch nützlich.
Dass Platons Haltung zur Kunst zwiespältig ist und sich keineswegs auf seine Kritik an ihr reduzieren lässt, belegt aufs Anschaulichste sein Dialog Phaidros. Denn in ihm wird der göttliche Wahnsinn der Dichter gerühmt. Im Übrigen belegt Platon durch sein ganzes eigenes Werk, das zum größten Teil aus höchst theatralisch inszenierten Dialogen besteht, dass er selbst nicht nur ein auf Argumente pochender Philosoph, sondern auch ein Dichter ist.
Platon unterteilt die menschlichen Tätigkeiten in „erzeugende“, „gebrauchende“ und „nachahmende“, wobei er die nachahmende generell für die geringste hält, da sie am wenigsten nützlich ist. Im Gegensatz zur Mimesis steht bei ihm die Diegesis (griechisch διήγησις) für ein Erzählen, das nicht vorgibt, etwas in der Weise darzustellen bzw. nachzuahmen, wie man es vom künstlerischen Bild oder von Theaterfiguren kennt.

#### Aristoteles
Im Unterschied zu seinem Lehrer Platon rehabilitiert Aristoteles in seiner Poetik das Mimetische in jeder Hinsicht. Denn zum einen behauptet er, der Mensch würde nicht das Geringste lernen, wenn er nicht die Fähigkeit zur Nachahmung besäße. In künstlerischer Hinsicht wiederum sieht er den Versuch am Werk, Dinge zur Erscheinung zu bringen, die uns alle umtreiben. Anstatt sich zum Zensor zu erheben, wie Platon es macht, fordert Aristoteles, dass das Theater unsere Gefühle aufwühlen und dafür sorgen muss, dass wir wie gereinigt (Katharsis) aus dem Erleben einer Tragödie hervorgehen. Dazu muss der Zuschauer jedoch so sehr mitgerissen werden und Furcht, Schrecken und Mitleid empfinden, dass ihm auf dem Höhepunkt des dramatischen Geschehens kaum noch Raum für die von Platon eingeklagte gedankliche Distanz bleibt. Aristoteles erblickt in einem solchen affektiven Fieber die Chance, ein auswegloses tragisches Verstricktsein geradezu körperlich zu durchleben, um sich am Ende jedoch wie geläutert zu fühlen. Während Platon im Fiktiven nicht nur die Gefahr einer verzerrten Wirklichkeitsabbildung erblickt, sondern vor allem auch vor seiner realitätsflüchtigen Anziehungskraft warnt, hebt Aristoteles hervor, dass es ohne die Kunst für Vieles kein Ventil und keine Ausdrucksmöglichkeit gäbe. Was im tatsächlichen Leben unerträglich sein kann, lässt sich im Medium der Kunst nicht nur viel leichter ertragen, sondern sogar genießen. Und es kann dabei auch zum Erkenntnismittel werden. „Denn von den Dingen, die wir in der Wirklichkeit nur ungern erblicken“, heißt es in der Poetik, „sehen wir mit Freude möglichst getreue Abbildungen, z. B. Darstellungen von äußerst unansehnlichen Tieren und von Leichen.“

### 18. und 19. Jahrhundert
Jean-Baptiste le Rond d’Alembert unterteilt in seiner 1751 veröffentlichten Einleitung (Discours préliminaire) zu der von ihm und Denis Diderot herausgegebenen Encyclopédie ou Dictionnaire raisonné des sciences, des arts et des métiers unsere Wissensgebiete in die drei Teilbereiche der Geschichte (memoria), der Wissenschaften und Philosophie (ratio) und der Vorstellungs- bzw. Einbildungskraft (imaginatio). Zur Imagination gehören die bildnerische, sprachliche und musikalische Darstellung von existierenden Dingen (Natur).
Im Anschluss an Aristoteles bemerkt d’Alembert: „Diejenigen Dinge aber, die bei wirklichem Erleben nur traurige oder stürmische Gefühle in uns erregen würden, wirken angenehmer in der nachahmenden Darstellung als in Wirklichkeit, weil ihre bloße Darbietung uns gerade in jenen entsprechenden Abstand (cette juste distance) zu ihnen bringt, der uns die Erregung zum Genuss, aber nicht zur inneren Unruhe werden lässt.“ Entscheidend dabei ist, dass es nie eine vollkommen adäquate Abbildung bzw. Darstellung solcher Dinge geben kann, da „auf diesem Gebiet die Grenzen zwischen Wahrheit und eigenmächtiger Willkür einigen Spielraum lassen“. Was man bezüglich der Wahrheitsfrage als Manko empfinden kann, lässt sich gleichermaßen als Freiheit der Phantasie rühmen.
Der Wirklichkeit am nächsten kommen in d’Alemberts Augen die Malerei und die Plastik, „da in ihnen mehr als in allen anderen Künsten die Imitation an die wirkliche Gestalt der dargestellten Gegenstände herankommt.“ Allerdings zählt er auch die Architektur dazu, obwohl die Architektur keineswegs in direkter Weise die Natur nachahmt, außer man würde behaupten, dass Bäume, Sträucher oder Höhlen als entfernte Vorbilder für den Bau von Häusern dienen. Für d’Alembert besteht die mimetische Fähigkeit der Architektur jedoch darin, dass sie sich ein Beispiel an der „symmetrischen Anordnung“ (l’arrangement symëtrique) der Natur nimmt, die er an ihr bei aller „schönen Mannigfaltigkeit“ (belle variété) überall beobachten zu können meint. An zweiter Stelle rangiert für ihn die Dichtkunst, die aufgrund ihrer „harmonisch und wohlklingend angeordneten Worte mehr zu unserer Vorstellungskraft als zu unseren Sinnen spricht“. An letzter Stelle kommt die Musik, da sie am wenigsten von allen Künsten Dinge nachahmt, die in der sichtbaren Natur nachweisbar sind. „Die Musik, ursprünglich vielleicht nur dazu bestimmt, Geräusche (bruit) wiederzugeben (représenter), ist allmählich zu einer Art Vortrag, ja zu einer Sprache geworden, in der die einzelnen seelischen Regungen oder vielmehr ihre verschiedenen Leidenschaften ihren Ausdruck finden.“ D’Alembert beharrt allerdings darauf, dass gute Musik stets etwas Vorhandenes (also vor allem Seelenstimmungen) imitiert und nicht aus sich selbst lebt. Er behauptet: „Jede Musik, die nichts schildert, bleibt einfach Geräusch.“ („Toute Musique qui ne peint rien n’est que du bruit.“)
Kant entwickelt in seiner Kritik der Urteilskraft einen Mimesis-Begriff, der zwar die Natur als Richtlinie nimmt, damit aber auf keine naturalistische Ästhetik abzielt. Wenn Kant behauptet, alles Kunstschöne müsse sich am Naturschönen orientieren, hat er alles andere als eine schlichte Gegenstandsmalerei im Sinn. Es geht nicht darum, Natur in ihrer konkreten Erscheinung (etwa in Gestalt einer bestimmten Flusslandschaft) abzubilden, sondern sie in ihrer Eigenschaft als eine aus sich selbst schaffende und dabei unendliche Schönheit und grandiose Erhabenheit zeugende Wesenheit zu nehmen. Aus diesem Grund kann er den Künstler analog zur Natur setzen, insofern er ebenfalls keinem fremden Regelwerk untersteht, sondern nur seinen eigenen Gesetzen gehorcht und dabei etwas Überwältigendes erschafft.
Aus einem anderen Grund wurde die Mimesis aber wieder an den Pranger gestellt: Weil die Forderung der Nachahmung in der französischen Klassik die persönliche Originalität verhinderte, stand sie der Emanzipation und Individualisierung in der zweiten Hälfte des 18. Jahrhunderts im Weg. Daher wurde die Mimesis gegen 1800 zunehmend verurteilt und durch das Prinzip der Einfühlung (das Friedrich Theodor Vischer ins Zentrum rückte) ersetzt:
Einfühlung besitzt in diesem Sinne insofern etwas Mimetisches, als sich der Bezugspunkt vom Objekt aufs Subjekt verschiebt: Nicht mehr eine Sache wird nachgeahmt, sondern die Empfindungen beim Betrachten dieser Sache. Ein Gemälde, das einen Baum darstellt, ist selbst natürlich kein Baum, kann jedoch die Empfindungen beim Betrachten eines Baumes „nachmalen“. Nicht mehr das Beobachtete ist der Ausgangspunkt, sondern der Beobachter. Dadurch rücken die subjektive Reflexion und das subjektive Gefühl in den Mittelpunkt.
Das Prinzip der Einfühlung wurde im 19. Jahrhundert oft als „deutsche“ Innerlichkeit einer französischen Äußerlichkeit gegenübergestellt, etwa bei Richard Wagner. Dabei spielte immer auch eine Reserviertheit gegenüber den französischen Hofsitten mit ihren festgelegten Ritualen eine Rolle. Hinter dieser offen artikulierten Franzosenfeindlichkeit verbarg sich aber vor allem die bürgerliche Abgrenzung gegenüber der adligen Oberschicht. Die mimetische Angleichung der Subjekte „im begeisterten Zustand des Hellsehens“ (Wagner) spielte eine erhebliche Rolle für das Selbstverständnis bürgerlicher Institutionen, wie der Genossenschaft (im Sinne Wagners, siehe Gesamtkunstwerk), später in vergröbernder Weise auch für das Selbstverständnis der „Nation“ oder des „Volkes“.

### 20. Jahrhundert
Ein nicht geringer Teil der Kunst des 20. Jahrhunderts zeichnet sich durch einen „antimimetischen Affekt“ aus. Dafür gibt es verschiedene Gründe. Der wichtigste mag in der Abwehr jeder Art von ästhetischer Norm zu suchen sein und mit dem Drang zu tun haben, sich keinerlei Regel und Form mehr unterwerfen zu wollen. Da das Mimetische sich an etwas Bestimmtem ausrichtet, sei es an der Natur oder an einem Kunstideal, steht es für eine Vergangenheit, in der es weit mehr religiös, politisch und sozial bedingte Stoffe und ästhetische Modelle gab, die immer von Neuem variiert und bearbeitet wurden. Der antimimetische Affekt basiert insofern aber auch auf einer definitorischen Verkürzung des Begriffes Mimesis, als er meist nur mit der Nachahmung von Natur gleichgesetzt wird. Diese enge Bedeutung hat er jedoch nie besessen. Und dort, wo tatsächlich von der Nachahmung der Natur die Rede war, handelte es sich keineswegs um eine schlichte künstlerische Abbildung dessen, was sich dem Auge sowieso schon draußen in Dorf, Stadt, Wald und Flur offenbart.
In einem erweiterten Sinne richtet sich die Kritik an einer mimetischen Kunst allerdings gegen jede Art von Darstellung, die sich auf etwas Vorgegebenes bezieht. Konkret bedeutet das, dass etwa Teile des modernen Tanzes nicht mehr Handlungen darstellen und damit auf stumme Weise verständliche Geschichten erzählen, sondern dass der Tanz nichts als Tanz sein will, ohne damit etwas Wiedererkennbares auszudrücken. Ähnlich verhält es sich in der bildenden Kunst, die auf dem Weg in die Abstraktion alles Gegenständliche und Identifizierbare hinter sich zu lassen versuchte. Selbst in der Literatur, die es aufgrund ihrer Sprachlichkeit stets mit Wiedererkennbarem zu tun hat, ist nicht nur in der Dada-Bewegung, sondern auch beim Nouveau Roman und bei anderen experimentellen Richtungen das Bedürfnis vorhanden, Sprache nicht als ein Mittel von Wirklichkeitsabbildung, sondern als Ausdrucksmittel sui generis zu benutzen. Dabei stellt sich allerdings die Frage, ob man sich per Dekret überhaupt vom Mimetischen verabschieden kann oder ob es nicht eine Illusion ist zu glauben, man könne sich in Bereichen bewegen, die ganz allein für sich stehen und keinen Bezug zu etwas bereits Bekanntem besitzen. Denn auch eine weiße Wand, auf der nichts Gegenständliches zu sehen ist, verweist auf etwas, und sei es auf den Gedanken der Reinheit oder der Leere. Referenzlos ist so gut wie nichts auf der Welt, auch dann nicht, wenn man sich mit allen nur erdenklichen Mitteln darum bemüht, rein gar nichts darzustellen oder zu versinnbildlichen. Dass einem bei jeder noch so darstellungsfernen Kunst Bilder, Vergleiche, Ähnlichkeiten, Erinnerungen und Gedanken in den Sinn kommen, belegt, wie nahezu unmöglich es ist, dem mimetischen Verweischarakter vollkommen zu entgehen.

#### Erich Auerbach
1946 veröffentlichte der Romanist Erich Auerbach sein stilkritisch-literarhistorisches Werk mit dem Titel „Mimesis“, in dem er die „dargestellte Wirklichkeit in der abendländischen Literatur“ von Homer über Dante bis zu Virginia Woolf untersucht. Auerbach unterscheidet verschiedene Formen des Realismus: so einen ständisch beschränkten, jedoch volkstümlichen Realismus wie etwa im Rolandslied; dann einen auf Selbstdarstellung des feudalen Rittertums in gedrechselter Sprache zielenden wie im höfischen Roman; ferner den geschichtslos-figuralen Realismus des Mittelalters (nicht zu verwechseln mit dem figurativen Realismus der Malerei des 20. Jahrhunderts), der Dante beeinflusst, welcher die irdischen Erscheinungen im Jenseits Erfüllung finden und erst dort ihren wahren Charakter offenbar werden lässt; weiter einen „kreatürlichen“ Realismus des Spätmittelalters mit krassen Übersteigerungen und herausgehobener Rolle des Todes, der alle Stände gleichmacht; und zuletzt den enzyklopädisch-geschichtsinterpretierenden Realismus bei Stendhal.

#### Walter Benjamin
Walter Benjamin gibt 1933 den in seinem Aufsatz Lehre vom Ähnlichen getroffenen Rückgriffen auf mystische Erfahrungen und Praktiken in der überarbeiteten Version des Aufsatzes mit dem Titel Über das mimetische Vermögen eine materialistische und historische Fundierung.
Das mimetische Vermögen des Menschen umfasst nach Benjamin die aktive Herstellung von Ähnlichkeiten, durch die neue Erfahrungen gemacht und soziale Prozesse vorangetrieben werden. Das mimetische Vermögen hat eine phylogenetische und ontogenetische Seite und führt eine bewusste und unbewusste Seite mit sich.
Benjamin konstatiert, dass die bewusst wahrgenommenen Ähnlichkeiten „[…] verglichen mit den unzählig vielen unbewusst oder auch gar nicht wahrgenommenen Ähnlichkeiten wie der gewaltige unterseeische Block des Eisbergs im Vergleich zur kleinen Spitze, welche man aus dem Wasser ragen sieht [sind].“
Der Mensch wird in einem Zusammenhang von Korrespondenzen gezeigt, den er nicht beherrscht, aber aktiv und passiv mit reproduziert. Benjamin hält fest, dass die „Wahrnehmung von Ähnlichkeiten […] an ein Zeitmoment gebunden“ sei. Das Verhältnis zwischen der an ein Zeitmoment gebundenen Wahrnehmung von Ähnlichkeiten und dem Verschwinden von Erscheinungen stellt Benjamin in den Mittelpunkt. Ähnlichkeiten seien flüchtig, blitzten aus dem Fluss der Dinge hervor, um sogleich wieder zu versinken. Dabei kommt Benjamins geschichtsphilosophischer Ansatz zur Geltung: Jeder geschichtliche Gegenwartsaugenblick steht in einer Korrespondenzbeziehung mit vergangenen Augenblicken.
Benjamin konzipiert eine weit zurückreichende, phylogenetische Spur des Sich-Ähnlich-Machens, indem er einen längst vergangenen Zustand annimmt, in dem das Magische einen anderen Stellenwert hatte als in der Moderne, den wir „heute nicht einmal zu ahnen fähig sind“. Magische Korrespondenzerfahrungen bestimmten diesen Zustand, beispielsweise die unterstellte Ähnlichkeit von Himmelserscheinungen und irdischen Geschicken. Die magisch-mimetischen Praktiken, in denen sinnliche Ähnlichkeiten produziert wurden, traten im Laufe der Menschheitsgeschichte immer weiter zurück; die Merkwelt des modernen Menschen sei anders beschaffen als die des Primitiven.

Daraus resultierend stellt sich Benjamin die Frage, „ob es sich um ein Absterben des mimetischen Vermögens oder aber vielleicht um eine mit ihm stattgehabte Verwandlung handelt.“ Mit seiner Antwort stellt Benjamin den Zusammenhang zur Sprachtheorie her. Dabei lautet Benjamins These, dass „[…] jene mimetische Begabung, die einst das Fundament der okkulten Praxis gewesen ist, in Schrift und Sprache ihren Eingang fand“, folglich, dass eine „unsinnliche Ähnlichkeit“ besteht. Diese unsinnliche Ähnlichkeit stiftet Verspannungen zwischen dem Gesprochenen und Gemeinten, zwischen dem Geschriebenen und Gemeinten und zwischen dem Gesprochenen und Geschriebenen. Sprache ist nach Benjamin
[…] die höchste Verwendung des mimetischen Vermögens: ein Medium, in das ohne Rest die früher Merkfähigkeiten für das Ähnliche so eingegangen seien, daß nun sie das Medium darstellt, in dem sich die Dinge nicht mehr direkt wie früher in dem Geist des Sehers oder Priesters, sondern in ihren Essenzen, flüchtigsten und feinsten Substanzen, ja Aromen begegnen und zu einander in Beziehung treten. Mit andern Worten: Schrift und Sprache sind es, an die die Hellsicht ihre alten Kräfte im Laufe der Geschichte abgetreten hat.
Nach Benjamins Verständnis von Sprache besteht eine Verbindung der Zeichen zu den Dingen, die aber sinnlich kaum mehr erfahrbar und deshalb auch nur noch selten rekonstruierbar sei. Zwischen dem Schriftbild und dem Bedeuteten bestehe nach Benjamin ein untergründiges mimetisches Verhältnis. Benjamin bezeichnet Sprache und Schrift als ein „Archiv unsinnlicher Ähnlichkeiten, unsinnlicher Korrespondenzen“.

#### Georg Lukács
In seinem ästhetischen Spätwerk verwendet Georg Lukács den Begriff der Mimesis in jeweils drei konkreten Formen: der ästhetischen Mimesis, der elementaren Mimesis und der theoretischen Mimesis. Während erstere sich primär auf die Kunst in all ihren Ausprägungen (Literatur, Malerei, Film usw.) bezieht und ansonsten als „weltschaffende Mimesis“ bezeichnet wird, bildet die theoretische Mimesis wissenschaftliche Erkenntnisse ab. Die elementare Mimesis ist dabei diejenige, die der Mensch im Alltag am häufigsten gebraucht – nicht zuletzt im Arbeitsprozess, der – nach Lukács – die zentrale Kategorie menschlichen Seins an sich ist. Zugrunde liegt dabei eine Bestimmung der Mimesis als ontologische Grundkategorie und allgemeine Fähigkeit des menschlichen Seins, die – implizit – die Darstellung der Dinge wie sie ihrem Wesen nach sind in einer bestimmten Form durch den Menschen an sich ermöglicht. Insofern ist Kunst bei Lukács nicht lediglich ideologische Form o. ä., sondern spricht „die Wahrheit des historischen Moments aus“. Als eine solch besondere Form der Verarbeitung gesellschaftlicher Praxis ist Kunst immer ein Stück weit der Spiegel der gesellschaftlichen Verhältnisse. Die Mimesis ist dabei die Vermittlung zwischen objektiver Außenwelt und ihrer Widerspiegelung im Kunstwerk und somit von zentraler Bedeutung.

#### Theodor W. Adorno
Für Adorno bleibt auch in der modernen, nicht mehr auf Darstellbarkeit ausgerichteten Kunst das Element des Mimetischen zentral. Kunst, so heißt es in seiner 1970 posthum erschienenen Ästhetischen Theorie, bestehe aus „Mimesis und Konstruktion“. Indem Kunstwerke das, was sie an Stoff aus der Wirklichkeit beziehen, auf weit gelungenere Weise andersartig zusammenfügen, erschaffen sie eine Welt, in der die Teile zum Ganzen nicht in einem Unterordnungsverhältnis stehen. Bereits dadurch erweist sich große Kunst in den Augen Adornos als Kritik an solchen bestehenden Verhältnissen, die das Einzelne dem Gesetz des Ganzen opfern. Das bedeutet keineswegs, dass Kunstwerke schön zu sein haben, ganz im Gegenteil. Was jenes Material angeht, das sie aus der Wirklichkeit beziehen, kann es sich aus Adornos Perspektive keinesfalls um etwas Schönes handeln. Als gelungen kann man Kunstwerke nur kraft ihrer Form bezeichnen. „Moderne ist Kunst durch Mimesis ans Verhärtete und Entfremdete“, behauptet Adorno. Deshalb kreist sein Denken vor allem um eine solche Kunst, die das Zerrissene und Dissonante in den Vordergrund rückt. „Kunst muss das als hässlich Verfemte zu ihrer Sache machen …, um im Hässlichen die Welt zu denunzieren“, proklamiert er, womit ihr eine derart eindeutige Aufgabe zukommt, dass man sich fragen muss, ob die von Adorno verteidigte Autonomie der Kunst wirkliche Freiheit besitzt, etwa diejenige, nicht das Hässliche zu ihrer Sache machen zu müssen.
Neben der Kunst ist für Adorno die Philosophie der Ort der Verschränkung von Rationalität und Mimesis. Adorno fordert die Hereinnahme des mimetischen Moments, d. h. von sinnlich-rezeptiven, expressiven und kommunikativen Verhaltensweisen in das begriffliche Denken. Das rational-instrumentelle Denken soll sich mit der mimetischen Anschauung versöhnen. Sowohl Kunst als auch Philosophie erfassen nur komplementäre „Brechungsgestalten der Wahrheit“. Bezugspunkt beider ist die Wahrheit. Die Wahrheit in der Kunst ist jedoch nicht ausgesprochen; das Kunstwerk ist verrätselt und bedarf der philosophischen Interpretation durch deutende Vernunft. Sowohl die ästhetisch-anschauliche als auch die rational-diskursive Erkenntnis bleiben – allein auf sich gestellt – komplementär unzulänglich.

#### Paul Ricœur
Der französische Philosoph Paul Ricœur rückt in seinem dreibändigen, zwischen 1983 und 1985 erschienenen Werk Zeit und Erzählung die grundlegende Bedeutung des Mimetischen für jede Art von Verstehen ins Zentrum. Anhand zahlreicher literarischer Beispiele erläutert er, wie im Unterschied zum begrifflich-logischen Denken nur das Erzählen in der Lage ist, die Dimension von Zeit sinnlich erlebbar zu machen. Physikalisch und philosophisch können wir zwar über das Phänomen der Zeit des Langen und Breiten debattieren, dabei aber das, was Zeit ausmacht, niemals so intensiv erfahren, wie wenn wir einen Roman lesen. Erzählte Zeit, wie wir sie dort finden, erzeugt selbst ein Erleben von Zeit. Wozu in den Augen von Ricœur jene drei mimetischen Komponenten gehören, die er als Präfiguration, Konfiguration und Refiguration charakterisiert. Das Präfigurative setzt ein grundlegendes Verstehen voraus, das wir mitbringen und nicht aus dem Zusammenhang einer literarischen Erzählung erschließen. Das Konfigurative besteht aus den vielfältigen Elementen, aus denen eine Geschichte zu einem organischen, aus sich selbst lebenden Ganzen zusammengefügt ist. Das Refigurative wiederum zielt auf jene Zwischenwelten, die sich für den Leser zwischen dem Gelesenen und seinen Erfahrungen eröffnen. Wenn das Literarische dabei seinen Eigenwert im Sinne einer epischen Komposition behält, so lebt es dennoch auch immer davon, dass es mimetisch mit der Welt und der Wirklichkeit verknüpft ist. Gleichzeitig bedeutet das, dass die Wirklichkeit selbst eine Art von lesbarer Welt ist und kein Fixum darstellt, das gänzlich anders als die Bücher funktioniert. Denn es gibt nichts in der Welt und im Selbst, zu dem wir einen direkten, von Deutungen freien Zugang besäßen. Alles ist durch Zeichen, Symbole, Sprache und Texte vermittelt, ob es uns bewusst ist oder nicht. Insofern beide, sowohl die Wirklichkeit als auch die Literatur, etwas in der Schwebe halten und diversen Deutungen offenstehen, sind sie nicht grundsätzlich voneinander zu trennen. Die literarische Erzählung unterscheidet sich vom empirischen Leben durch jenes Komponierte, das in Ricœurs Augen bei aller Freiheit des Spiels und der Phantasie eine innere Evidenz besitzen muss, um beim Leser nicht die Frage nach dessen Sinn, Zweck und Wahrscheinlichkeit aufkommen zu lassen. Für einen Leser dagegen, der ohne solche ständigen Grundsatzfragen in einen Roman ein- und abtaucht, „refiguriert“ sich die Welt durch das Buch selbst.

#### Jacques Derrida
Jacques Derrida radikalisiert Ricœurs hermeneutische Position dahingehend, dass er in seiner 1967 erschienenen Grammatologie behauptet: Es gibt kein Außerhalb des Texts („il n’y a pas un en-dehors-texte“). Entgegen einiger Fehlinterpretationen oder polemischen Überspitzungen der Bedeutung dieses Ausspruchs ist damit lediglich gemeint, dass wir keinen außersprachlichen Zugriff auf außersprachliche Phänomene besitzen und dass wir uns immer schon in Erklärungs- und Deutungsmustern bewegen, die dieses „Außen“ überhaupt erst als Außen bestimmen und es damit zu einer Konstituante diskursiver Unterscheidungen machen.
Derrida verlässt bzw. dekonstruiert damit die elementaren abendländischen (platonischen) Unterscheidungen zwischen Urbild und Abbild, Sein und Schein, Natur und Kultur, primärer und sekundärer Wirklichkeit. Dass die Sprache und das Sein nicht voneinander abzukoppeln sind, gehört zu den bereits verbindlichen Vorstellungen jener Hermeneutik, die man mit den Namen Martin Heidegger, Hans-Georg Gadamer und Ricœur verbindet. Indem Derrida dem Sein aber gar keine ontologische Priorität mehr zubilligt, sondern es als Effizienten sprachlicher Konstruktionen diagnostiziert, entzieht er jedem Rekurs aufs Eigentliche, Ursprüngliche, Authentische und Natürliche den Boden. Wo wir von Natur reden, reden wir eben nur von Natur und weisen ihr bestimmte Eigenschaften zu, und wo wir etwas als authentisch ausweisen, bleibt es eine bloße Zuweisung, ohne dass wir außersprachlich feststellen könnten, was Natur und was das Authentische tatsächlich sind. Es bleiben diskursive Konstrukte.
Auf diesem Hintergrund könnte man denken, dass es keinen Sinn mehr ergibt, überhaupt noch von Mimesis zu reden, da Mimesis ja die Zweiteilung von Vorgabe und Nachahmung, Urbild und Abbild, Original und Kopie, Realpräsenz und bloß geistiger Vorstellung voraussetzt. Innerhalb solcher ontologischer Dichotomien besitzt die Mimesis ihre angestammte Rolle, doch nachdem diese Art von Metaphysik einmal dekonstruiert ist, könnte man denken, sie habe damit restlos ausgedient. Dennoch ist nicht nur die Kunst, sondern alles Denken und Tun nach wie vor mimetisch geprägt, und zwar allein deshalb, weil wir uns immerzu an tausenderlei Dingen, Denkfiguren und Verhaltensweisen ausrichten, die es längst gibt. Gleichzeitig sind diese Denkfiguren, Diskurse und Verhaltensmuster steten Wandlungen unterzogen, nur dass niemand sagen könnte, was dabei das Eigentliche und Wahre, Ursprüngliche und Echte sein soll. Wer das zu wissen meint und es als Ideal propagiert, will nicht wahrhaben, dass er damit eine dogmatische Setzung vollzieht und sie willkürlich als Wahrheit ausgibt. Doch alle normativen oder sonst wie referentiellen Bezugspunkte, die wir mimetisch anpeilen und als Orientierung zu besitzen meinen, weisen schon deshalb eine Instabilität auf, weil sie auch nur innerhalb des schwankenden Netzwerks sich verändernder Textfigurationen funktionieren. In diesem Sinne verweisen Bilder nicht auf Urbilder, sondern immer nur auf weitere Bilder, und Worte verweisen nicht auf außersprachliche Wahrheiten, sondern immer nur auf weitere Worte.
Fixe Grundlagen gibt es dabei nicht, sondern nur das unendliche mimetische Verweisen auf Dinge, die selbst nur von ihrem Verweischarakter leben. Wir bewegen uns dabei in einem endlosen Spiel aus Ähnlichkeiten und Differenzen, das uns keinen Zugang zu einem Absolutum und zu einem authentischen Sein ermöglicht.

#### René Girard
Der französische Literaturwissenschaftler und (Religions)-Philosoph René Girard verwendet den Begriff der Mimesis in einem psychologisch und soziologisch äußerst weit gefassten Sinne. Er spricht vom „triangulären mimetischen Begehren“, das darin besteht, dass A etwas (B) begehrt, weil C es bereits begehrt. Dieses grundsätzliche mimetische Begehren offenbart sich darin, dass für uns ein anderer Mensch oder ein Gegenstand vor allem dann an Anziehungskraft gewinnt, wenn er bereits von anderen begehrt wird. Demzufolge orientiert sich jedes Begehren an einem Begehren, das wir an anderen bemerken und das unser eigenes Begehren anstachelt. Dieser Mechanismus prägt in Girards Augen unsere gesamte Kultur von Anfang an.
Mit dieser Theorie geht er über den literarischen Mimesis-Begriff weit hinaus und gestaltet ihn zu einer allumfassenden anthropologischen Kategorie um. Er erklärt mit ihr auch die Entstehung von Eifersucht, Neid und Gewalt. Denn das, was uns durch andere begehrenswert erscheint, wird dadurch, dass man es selbst nun auch begehrt, zum umkämpften Gegenstand. Wodurch Konflikte entstehen, die in Hass und Krieg enden können. Aggressiv sind wir nicht in erster Linie deshalb, weil uns dies und jenes fehlt oder behindert, oder weil wir zu Revierkämpfen neigen, sondern weil wir es nicht lassen können, das Begehren des anderen mimetisch nachzuahmen. Sieht man einmal von solchen lebensnotwendigen Bedürfnissen wie Essen und Trinken ab, so weiß der Mensch nicht wirklich, was er will. Seine Bedürfnisse und Begierden sind kulturell geformt und richten sich nach dem, was andere für begehrenswert halten bzw. was eine Zeit, eine Mode oder eine Ideologie als Bedürfnisse idealisiert. Die mimetische Aneignung solcher Ideale macht uns zu Imitatoren. In diesem Sinne besteht soziale Mimesis in einem unentwegten Denken und Agieren, das dem Denken und Agieren anderer nacheifert.